# Nemorensis
Nemorensis (Wormwood) är den andra boken i författaren G.P. Taylors fantasyserie som började med boken Skuggornas besvärjare. Berättelsen har en kristen grund, likt C.S. Lewiss böcker ur Narnia-serien. Nästföljande bok i serien efter Nemorensis är Tersias.

## Handling
I boken får man följa doktor Sabian Blake och hans hembiträde Agetta Lamian när de försöker rädda London från kometen Malört. Händelserna utspelar sig efter den första boken Skuggornas besvärjare. 